# Bosnisch-herzegowinischer Fußball-Cup 2023/24
Der bosnisch-herzegowinischer Fußballpokal 2023/24 (in der Landessprache Kup Bosne i Hercegovine) wurde zum 30. Mal ausgespielt. Titelverteidiger war HŠK Zrinjski Mostar.
In der 1. Runde und im Achtelfinale wurden die Begegnungen in einem Spiel entschieden. Das Viertel-, Halbfinale und Finale wurde in zwei Spielen ausgetragen. Der Sieger qualifiziert sich für die zweite Qualifikationsrunde zur UEFA Conference League 2024/25.

## Teilnehmende Mannschaften
Für die erste Runde waren folgende 32 Mannschaften sportlich qualifiziert:
| Premijer Liga 12 Vereine der Saison 2023/24 | Erste Liga FBiH 8 Vereine der Saison 2023/24                                                                                                  | Erste Liga RS 7 Vereine der Saison 2023/24                                                                                  | Zweite Liga FBiH 4 Vereine der Saison 2023/24                                    | Zweite Liga RS 1 Verein der Saison 2023/24 |
| FK Borac Banja Luka NK GOŠK Gabela FK Igman Konjic HSK Posušje FK Sarajevo FK Sloga Doboj NK Široki Brijeg FK Tuzla City FK Velež Mostar FK Željezničar Sarajevo HŠK Zrinjski Mostar FK Zvijezda 09 | NK Čelik Zenica FK Goražde FK Radnik Hadžići NK Jedinstvo Bihać FK Sloboda Tuzla NK Stupčanica Olovo HNK Tomislav Tomislavgrad NK TOŠK Tešanj | FK Kozara Gradiška FK Laktaši FK Leotar Trebinje FK Radnik Bijeljina FK Rudar Prijedor FK Slavija Sarajevo FK Sutjeska Foča | NK Bosna Visoko NK Bratstvo Bosanska Krupa HNK Brotnjo Čitluk HNK Sloga Uskoplje | FK Tekstilac Derventa                      |

## 1. Runde
| Datum                 |                            | Ergebnis              |                         |
| --------------------- | -------------------------- | --------------------- | ----------------------- |
| 26.09.2023, 15:30 Uhr | FK Slavija Sarajevo        | 2:1 (2:1)             | FK Leotar Trebinje      |
| 27.09.2023, 15:30 Uhr | FK Bosna Visoko            | 0:6 (0:2)             | FK Velež Mostar         |
| 27.09.2023, 15:30 Uhr | NK Bratstvo Bosanska Krupa | 1:3 (0:0)             | FK Zvijezda 09          |
| 27.09.2023, 15:30 Uhr | HNK Brotnjo Čitluk         | 0:5 (0:2)             | NK GOŠK Gabela          |
| 27.09.2023, 15:30 Uhr | NK TOŠK Tešanj             | 0:1 (0:0)             | FK Igman Konjic         |
| 27.09.2023, 15:30 Uhr | HNK Sloga Uskoplje         | 1:4 (1:3)             | FK Sarajevo             |
| 27.09.2023, 15:30 Uhr | HNK Tomislav Tomislavgrad  | 1:1 (1:0) (2:3 i. E.) | HSK Posušje             |
| 27.09.2023, 15:30 Uhr | FK Laktaši                 | 1:1 (0:1) (8:7 i. E.) | FK Goražde              |
| 27.09.2023, 15:30 Uhr | NK Stupčanica Olovo        | 2:1 (2:0)             | FK Rudar Prijedor       |
| 27.09.2023, 15:30 Uhr | FK Kozara Gradiška         | 1:2 (0:0)             | NK Jedinstvo Bihać      |
| 27.09.2023, 18:00 Uhr | FK Radnik Bijeljina        | 0:2 (0:1)             | FK Sloga Doboj          |
| 28.09.2023, 19:00 Uhr | FK Sloboda Tuzla           | 1:0 (0:0)             | FK Željezničar Sarajevo |
| 18.10.2023, 15:00 Uhr | FK Tekstilac Derventa      | 0:1 (0:1)             | FK Tuzla City           |
| 02.11.2023, 18:00 Uhr | NK Čelik Zenica            | 0:6 (0:5)             | HŠK Zrinjski Mostar     |
| 29.11.2023, 13:00 Uhr | FK Radnik Hadžići          | 0:1 (0:1)             | FK Borac Banja Luka     |
| 29.11.2023, 13:00 Uhr | FK Sutjeska Foča           | 1:1 (0:0) (3:4 i. E.) | NK Široki Brijeg        |

## Achtelfinale
| Datum                 |                     | Ergebnis              |                     |
| --------------------- | ------------------- | --------------------- | ------------------- |
| 09.02.2024, 18:0 Uhr  | FK Velež Mostar     | 3:2 (1:0)             | FK Tuzla City       |
| 10.02.2024, 13:00 Uhr | NK Jedinstvo Bihać  | 0:0 (0:0) (4:2 i. E.) | NK GOŠK Gabela      |
| 10.02.2024, 13:00 Uhr | HŠK Zrinjski Mostar | 3:0 (2:0)             | FK Slavija Sarajevo |
| 10.02.2024, 15:00 Uhr | HSK Posušje         | 2:0 (2:0)             | FK Laktaši          |
| 11.02.2024, 13:00 Uhr | NK Stupčanica Olovo | 2:2 (2:2) (2:4 i. E.) | NK Široki Brijeg    |
| 12.02.2024, 13:00 Uhr | FK Sloboda Tuzla    | 1:1 (1:1) (2:4 i. E.) | FK Sarajevo         |
| 11.02.2024, 16:00 Uhr | FK Sloga Doboj      | 1:0 (0:0)             | FK Igman Konjic     |
| 11.02.2024, 18:30 Uhr | FK Borac Banja Luka | 2:0 (2:0)             | FK Zvijezda 09      |

## Viertelfinale
| Datum                                     |                     | Gesamt |                     | Hinspiel  | Rückspiel |
| ----------------------------------------- | ------------------- | ------ | ------------------- | --------- | --------- |
| 28.02. um 13:00 Uhr / 13.03. um 15:30 Uhr | NK Jedinstvo Bihać  | 0:3    | HŠK Zrinjski Mostar | 0:1 (0:1) | 0:2 (0:2) |
| 28.02. um 16:00 Uhr / 12.03. um 15:30 Uhr | HSK Posušje         | 3:4    | FK Sloga Doboj      | 3:2 (0:1) | 0:2 (0:2) |
| 28.02. um 18:30 Uhr / 13.03. um 17:30 Uhr | FK Borac Banja Luka | 2:1    | FK Sarajevo         | 0:0       | 03:0 1    |
| 06.03. um 13:00 Uhr / 14.03. um 16:00 Uhr | NK Široki Brijeg    | 5:3    | FK Velež Mostar     | 2:1 (1:0) | 3:2 (2:2) |

## Halbfinale
| Datum                                     |                  | Gesamt |                     | Hinspiel  | Rückspiel |
| ----------------------------------------- | ---------------- | ------ | ------------------- | --------- | --------- |
| 03.04. um 15:30 Uhr / 16.04. um 18:00 Uhr | NK Široki Brijeg | 2:5    | FK Borac Banja Luka | 1:3 (0:2) | 1:2 (0:0) |
| 03.04. um 18:00 Uhr / 17.04. um 18:00 Uhr | FK Sloga Doboj   | 0:3    | HŠK Zrinjski Mostar | 0:0       | 0:3 (0:1) |

## Finale

### Hinspiel
| Paarung             | HŠK Zrinjski Mostar – FK Borac Banja Luka |
| Ergebnis            | 1:0 (1:0) |
| Datum               | 8. Mai 2024 um 18:00 Uhr |
| Stadion             | Bijeli-Brijeg-Stadion, Mostar |
| Zuschauer           | 6.000 |
| Schiedsrichter      | Sabrija Topalović |
| Tore                | 1:0 Mario Ćuže (30.) |
| HŠK Zrinjski Mostar | Goran Karačić – Mario Tičinović, Toni Sunjić, Hrvoje Barišić, Kerim Memija (62. Josip Ćorluka) – Silvio Ilinković (65. Tarik Ramić), Filip Bradarić – Matija Malekinušić (65. Besart Abdurahimi), Nemanja Bilbija (70. Antonio Ivančić), Mario Ćuže – Nardin Mulahusejnović Cheftrainer: Željko Petrović ( Montenegro) |
| FK Borac Banja Luka | Marko Milošević – Alen Jurilj, Maks Čelić, Savo Šušić, Ranko Jokić (46. Nikola Pejović) – Jovan Nišić (87. Stefan Fićović), Srđan Grahovac – Enver Kulašin (46. Damir Hrelja), Vasilije Terzić (61. Stojan Vranjes), David Vuković – Jovo Lukić (76. Milan Makarić) Cheftrainer: Milan Tegeltija                       |
| Gelbe Karten        | Toni Sunjić (54.), Filip Bradarić (57.), Nemanja Bilbija (71.) – Jovan Nišić (58.) |

### Rückspiel
| Paarung             | FK Borac Banja Luka – HŠK Zrinjski Mostar |
| Ergebnis            | 0:1 (0:0) |
| Datum               | 23. Mai 2024 um 18:00 Uhr |
| Stadion             | Banja-Luka-Stadion, Banja Luka |
| Zuschauer           | 6.000 |
| Schiedsrichter      | Irfan Peljto |
| Tore                | 0:1 Matija Malekinušić (81.) |
| FK Borac Banja Luka | Marko Milošević – Alen Jurilj, Maks Čelić, Nikola Pejović, Sebastián Herrera – Srđan Grahovac – David Čavić (71. Zoran Kvržić), Stojan Vranjes, Jakov Blagaić (84. Milan Makarić), David Vuković – Stefan Marčetić Cheftrainer: Milan Tegeltija                                                                                      |
| HŠK Zrinjski Mostar | Goran Karačić – Mario Tičinović (73. Josip Ćorluka), Toni Sunjić, Hrvoje Barišić , Kerim Memija (62. Josip Ćorluka) – Tarik Ramić – Matija Malekinušić (90. Besart Abdurahimi), Antonio Ivančić (90. Marin Magdić), Tomislav Kiš (81. Filip Bradarić), Mario Ćuže – Nardin Mulahusejnović Cheftrainer: Željko Petrović ( Montenegro) |
| Gelbe Karten        | David Vuković (44.), Milan Makarić (86.), Zoran Kvržić (90.) – Tomislav Kiš (45.+1'), Mario Tičinović (73.), Matija Malekinušić (78.), Franko Sabljić (87., Ersatzbank), Kerim Memija (90.+2') |